# Ястржембський Сергій Володимирович
Сергій Володимирович Ястржембський (нар. 4 грудня 1953, Москва, СРСР) — російський державний діяч, дипломат. У минулому — помічник Президента Російської Федерації. Кандидат історичних наук.
Після відставки з усіх державних посад, що сталася в травні 2008, здобув популярність як мисливець, який здобув в Африці престижні трофеї великих тварин, член Міжнародного сафарі-клубу, режисер-кінодокументаліст.

## Дитинство, предки і походження
Сергій Ястржембський народився в 1953 році в Москві, в родині радянського полковника, керівника військового представництва (військового приймання) об'єднання «МіГ», і лектора Центрального музею В. І. Леніна, до дипломатії його батьки відношення не мали. У дитинстві захоплювався вивченням іноземних мов, гуманітарними предметами, насамперед географією та історією, багато часу проводив на дачі на річці Істрі. У шкільні роки був комсомольцем, активістом, виступав з політінформаціями перед однокласниками. Розказаний відмінником Ястржембським на початку 1964 року в класі анекдот про Хрущова явився причиною шкільної неприємності і повчальною бесідою з батьками. З світовими ЗМІ, за власним зізнанням, Сергій вперше познайомився в підлітковому віці, несподівано увійшовши в кімнату батька, який в таємниці від домочадців слухав ворожі голоси.
По лінії батька Ястржембський походить з шляхетського роду, який жив в Берестейському воєводстві Великого князівства Литовського. За часів Російської імперії рід був визнаний в російському дворянстві по Гродненської губернії, з внесенням в 6 частину дворянської родовідної книги. Рід користується гербом «слєповрон». На українську мову прізвище можна перекласти c польського як «Яструбовський» (пол. jastrząb — «яструб»).

## Біографія

### Освіта
Закінчив Московський державний інститут міжнародних відносин МЗС СРСР в 1976. Його «однокашником» був Усманов Алішер Бурханович. В інститутські роки Ястржембський отримав доступ в спецхран бібліотеки МДІМВ, став регулярно виїжджати за кордон по лінії Комітету молодіжних організацій — структури, щільно опікувавшийся КДБ СРСР. З цих поїздок Сергій привозив додому різноманітну політичну літературу, в тому числі книги дисидента Андрія Амальріка. Пізніше Ястржембський закінчив аспірантуру Інституту міжнародного робочого руху Академії наук СРСР в 1979.

### На дипломатичній і державній роботі
З 1979 по 1981 рік працював молодшим науковим співробітником Академії суспільних наук при ЦК КПРС.
У 1981—1989 роках — старший референт, редактор-консультант, заступник відповідального секретаря журналу «Проблеми світу і соціалізму» (Прага, Чехословаччина).
У 1989—1990 роках — старший референт міжнародного відділу ЦК КПРС.
У 1990—1992 роках — заступник головного редактора журналу «Мегаполіс», головний редактор журналу «VIP», заступник генерального директора Фонду соціально-політичних досліджень.
У 1992—1996 роках — на дипломатичній роботі: директор Департаменту інформації і друку МЗС Росії; в цей період 2-3 рази на тиждень вів пресконференції і брифінги з іноземними журналістами.
3 червня 1993 — 13 серпня 1996 рр. — Надзвичайний і повноважний посол Російської Федерації в Словацькій Республіці.
13 серпня 1996 — 28 березня 1997 рр. — речник Президента Російської Федерації Бориса Єльцина. Цю посаду обійняв за пропозицією глави президентської адміністрації Анатолія Чубайса. Даючи згоду, Ястржембський поставив Єльцину умову, що між главою держави і його прессекретарем не повинно бути ніяких посередників, і ніхто не має права диктувати прессекретарю, Що треба публічно озвучити, крім самого президента. Цю умову Єльцин дотримувався всі два роки роботи у нього Ястржембського.

Президент Російської Федерації Б. М. Єльцин:
Я представив Гельмуту Колю Сергія Ястржембського, свого нового прессекретаря. Він подивився на нього рівно секунду і посміхнувся: «Зрозуміло, Борис, ти взяв дипломата, який буде добре обманювати журналістів». Я потім часто згадував цей його ніби як випадковий жарт … Сергію
Володимировичу і справді доводилося іноді дуже нелегко на його службі.
28 березня 1997 — 12 вересня 1998 рр. — заступник Керівника Адміністрації Президента Російської Федерації — прессекретар Президента Російської Федерації. У вересні 1998 року, після того як Держдума вдруге не затвердила на посаду голови уряду РФ Черномирдіна, Ястржембський в числі кількох однодумців звернувся з листом до президента Єльцина розглянути ще ряд кандидатур, серед яких, зокрема, були Примаков (якого в підсумку і вибрав Єльцин), Вяхірєв, Лужков. Присутність у списку кандидатів Лужкова викликало роздратування глави кремлівської адміністрації і зятя Єльцина Юмашова, який розцінив лист як лобіювання інтересів мера Москви. Внаслідок чого всі автори альтернативного списку, в тому числі і Ястржембський, незабаром втратили свої посади в оточенні Єльцина. Після відставки Сергій відправився на полювання в Африку, де і познайомився зі своєю майбутньою дружиною Анастасією.
Лужков оцінив вчинок Ястржембського, і після повернення з відпустки Сергій отримав високу посаду в уряді Москви. У 1998—2000 роках — заступник прем'єра Уряду Москви.
З 20 січня 2000 року — помічник Президента Російської Федерації Володимира Путіна. Ястржембський створив і керував управлінням з надзвичайних інформаційних ситуацій (висвітлював, зокрема, катастрофу підводного човна «Курськ», Терористичний акт на Дубровці). З 2000 по 2004 роки озвучував офіційну позицію Російської Федерації по контртерористичної операції в Чечні. У 2001 році Ястржембський був з візитом в США, де вів переговори з радником президента США з національної безпеки Кондолізою Райс про створення російсько-американського інформаційного центру по боротьбі з міжнародним тероризмом, проте не зустрів підтримки американської сторони.
30 березня 2004 — 13 травня 2008 роки. — помічник Президента Російської Федерації Путіна, спеціальний представник Президента Російської Федерації з питань розвитку відносин з Європейським союзом. У травні 2008 року вступав на посаду новий президент Дмитро Медведєв, в команді якого Ястржембський себе не бачив і від його пропозицій відмовився. Цей перехідний момент Сергій Володимирович вважав оптимальним для завершення кар'єри. До дня прийняття рішення про відхід у відставку для Ястржембського представляла професійний інтерес лише одна дипломатична посада — постійного представника Росії при ООН, проте її займав його друг Віталій Чуркін, і Ястржембський навіть не став піднімати питання про це призначення перед Путіним.
Ястржембський володіє англійською, французькою, словацьким, португальською, італійською мовами.
Член ВЛКСМ з 1966 по 1981 рр. Член КПРС до 1991 року.

### Творча діяльність
У 2009 році заснував кінокомпанію «Яструб-Фільм». Під псевдонімом влаштував кілька фотовиставок на мисливські сюжети.
У 2010 році Ястржембський дебютував як режисер-документаліст і зняв документальний фільм «Священний вогонь Хімба», з яким був номінований на премію «Золотий орел». Надалі зняв серію фільмів про полювання, багато з яких були удостоєні міжнародних призів.
У 2011 році — ведучий програми «Магія пригод» на телеканалі «Моя планета».
У 2014 році отримав кінопремію «Золотий орел» в номінації  кращий неігровий фільм  за фільм «Африка: Кров і краса».
Фільми Ястржембського планувалося показати в Росії в кінотеатрах, а потім на телебаченні.

## Професійна майстерність і стиль
В період роботи в Словаччині (1993—1996) Ястржембський був наймолодшим послом Російської Федерації. Очолюване ним посольство в Братиславі (перше в історії посольство РФ в Словаччині) не було схоже на стандартне російське загрануправління. За спогадами Леоніда Млечина, неодноразово відвідував посольство, під керівництвом Ястржембського працювало багато дипломатів молодше 30 років. Саме посольство завдяки зусиллям, чарівності і гостинності Ястржембського перетворилося в неформальний клуб, де збиралася дипломатична і політична еліта Братислави, «вершки суспільства» — виграючи в цьому плані у до того традиційно домінувало посольство США. Сам Ястржембський поводився нехарактерно для типового посла Москви: не виявляв «снобізм і фанаберії», нехтував чиношанування, не викликав до себе підлеглих, а сам навідувався в усі кабінети. Посольство Ястржембського згадувалося в пресі як «молоде і динамічне», а сам посол, за відгуками, був не позбавлений елементів здорового епатажу.
У 1996 році Ястржембський пішов на підвищення в адміністрацію президента РФ, де став помічником президентів спочатку Єльцина, а потім і Путіна. Формула, яку виробив для себе Ястржембський в роботі зі світовою пресою, звучала так: "Краще інформувати, ніж пояснювати. Краще пояснювати, чим виправдовуватися. Хто виправдовується — той програв ". Ястржембський визнавав, що в своїй діяльності повідомляв громадськості не всю правду, «часто недоговорював, часто лукавив», використовував евфемізми, фігуральний вислів і умовні формули; однак уникав відвертої брехні — бо прессекретар, збрехав світовій пресі, перестає для неї існувати як авторитетне джерело інформації і залишається лише посадовою особою. Важливим у своїй професії прессекретаря Ястржембський вважав не тільки знати настрій і позицію шефа, але і самому розбиратися в тонкощах поточного політичного моменту.
Вихід в розквіті сил 54-річного Ястржембського за власним бажанням навесні 2008 року з усіх посад держслужби був пов'язаний з ефектом дауншифтингу, коли процвітаючий високий державний чиновник, переситився усіма благами вдалої кар'єри, вирішив пожити для свого задоволення і реалізації незвичайного хобі — екстремального полювання в Африці і її відображення в документальному кінематографі.
У квітні 2017 року Ястржембський згадував про те, що Путін був незадоволений і сердитий, приймаючи його несподівану відставку, з тих пір Ястржембський і Путін більше не зустрічалися. Характеризуючи період після своєї відставки, Ястржембський оцінив його як відсутність реального, повноцінного політичного життя в Росії. Разом з тим 63-річний Ястржембський, дотримуючись принципу «ніколи не говори ніколи», не відкинув припущення свого інтерв'юера Володимира Познера про можливість при певних обставинах повернутися у велику політику, — в тому якщо мова зайде про пости міністра закордонних справ РФ або постпреда Росії при ООН.

## Особисте життя
Перша дружина Тетяна (до шлюбу Бічель) — філологиня, генеральна директорка центру сучасної медицини «Медікор», співробітниця Благодійного фонду «Система», заснованого Володимиром Євтушенковим. Від першого шлюбу має двох синів — Володимир і Станіслав, обидва випускники МДІМВ.
Одружений з Анастасією Валеріївною Сіровською (р. 1973), дочкою перекладача Валерія Сіровского, фахівчинею в області історії мистецтв і архітектури, співробітницею громадської організації «Політичний консультативний центр». Познайомилися в 1998 році в Африці, де Сергій полював, а Анастасія відпочивала в компанії друзів. Одружилися в лютому 2004 року.

## Нагороди
- Медаль «У пам'ять 1000-річчя Казані» (2006 рік)[14]
- Орден «За заслуги перед Вітчизною» IV ступеня (29 березня 2006) —  За заслуги в реалізації зовнішньополітичного курсу Російської Федерації і великий внесок у розвиток відносин між Російською Федерацією і Європейським союзом [15].
- Орден Почесного легіону (Франція, 2007)
- Командор Ордену «За заслуги перед Італійською Республікою» (2 червня 2011)[16].
- Золотий орел (2014 року) — за  кращий неігровий фільм  (фільм «Африка: Кров і краса»)
- Медаль «У пам'ять 850-річчя Москви»
- Орден святого благовірного князя Данила Московського (РПЦ)
- Орден Подвійного білого хреста II ступеня (Словаччина 2 вересня 1996)[17].
- Подяка Президента Російської Федерації (11 березня 1997) —  за активну участь у підготовці Послання Президента Російської Федерації Федеральних Зборів 1997 року "'[18].
- Подяка Президента Російської Федерації (30 березня 1998) —  за активну участь у підготовці Послання Президента Російської Федерації Федеральних Зборів 1998 року "'[19].
- Подяка Президента Російської Федерації (4 липня 2003) —  за активну участь у підготовці та проведенні референдуму в Чеченській республіці [20].
- Подяка Президента Російської Федерації (4 грудня 2003) —  за багаторічну сумлінну працю [21].

## Дипломатичний ранг
- Надзвичайний і повноважний посланник 2 класу (12 серпня 1992)[22]
- Надзвичайний і повноважний посол (20 червня 1994)[23]

## Класний чин
Дійсний державний радник Російської Федерації 1 класу (10 березня 1997)

## Відомі фрази
- Я в режимі «якщо» не працюю[1].
- Президент втомився — з приводу заяви Президента Росії Б. М. Єльцина в Стокгольмі про «зняття ядерних боєголовок з російських ракет»[1].
- Президент працює з документами.
- Вже пішли неспростовні спростування.

Головними якостями чоловіка Сергій називав порядність і вірність даному слову, а головною якістю жінки — інтуїцію. До своїх головних життєвих досягненнях Ястржембський зарахував синів, сім'ю і самореалізацію.

## Хобі

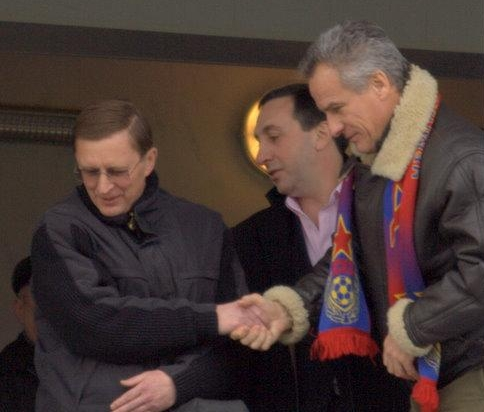
Ястржембський в шарфі ЦСКА на футболі. 2007 рік

Трофейне полювання. Ястржембський є членом Міжнародного сафарі-клубу (англ. Safari Club International) і одним з найактивніших трофейних мисливців Росії.
За даними ТОВ «ОК-САФАРІ», Ястржембський добув близько 50 великих тварин, зареєстрованих в Книзі рекордів Міжнародного сафарі-клубу.
«Нова газета» (щомісячнbq огляд за лютий 2006 рік) перераховує такі трофеї Ястржембського:
С. Ястржембський входить в список осіб, нагороджених за видобуток «Великий африканської п'ятірки». Він також отримав від клубу звання «Мисливець 2002 року» за те, що в цей період «йому вдалося добути 28 трофеїв». 
Та ж газета цитує Ястржембського:
 «Одне з кращих полювань у мене була на Камчатці, де провів тиждень в наметі, полюючи на ведмедя …». 
В інтерв'ю Першому каналу Ястржембський в 2017 році критикував неефективну систему легальної полювання в Росії. Внаслідок чого полювати за ліцензіями в країну в рік приїжджають в середньому 540 іноземців — в той час як в ПАР близько 10 тисяч. В США податкові надходження від полювання становлять 12 млрд доларів щорічно, позначив цілі Ястржембський. Легальне ж полювання в РФ приносить держбюджету тільки 16 млрд рублів щорічного доходу,браконьєрське — 18 млрд рублів збитку.
Сергій є вболівальником футбольного клубу ЦСКА.

## Фільми
- Війна (2002)
- Поза часом (серіал, 2009)
- Священний вогонь Хімба (2010)
- Африка: Кров і краса (2012)
- Одержимий вуду (2012)
- Заклинателі смерті (2012)
- Дід Степан, Мартьян і Мамелфа, або Росіяни старовіри (2013)
- Волкодав (2014)
- Люди-олені (2014)
- Криваві бивні [Архівовано 6 жовтня 2018 у Wayback Machine.] (2016)
- Тигри і люди (2016)